# ベルウッド (ペンシルベニア州)
ベルウッド（Bellwood） はアメリカ合衆国ペンシルベニア州ブレア郡のボロ。2010年の統計では人口、1,828人。

## 地理
ペンシルベニア州南部中央、アルゲイニー台地のふもとにある。ピッツバーグと州庁所在地、ハリスバーグの中間あたり、アルトゥーナの北東8マイルの位置にある。ベルウッドはもともと、ベルズ・ミルズとよばれていた。アンティス郡区に囲まれている。

## 歴史
ベルウッドに最初に住んだのはエドワード・ベルで、1806年に妻、母、父のジョン・ベルと一緒に移ってきた。エドワード・ベルの息子、マーチン・ベルがアンティス郡区に「安息日」鋳物工場を作った。マーチン・ベルが作ったカマドは日曜日、人が見ていなくても燃え続けたのでそうよばれた。

## コミュニティ

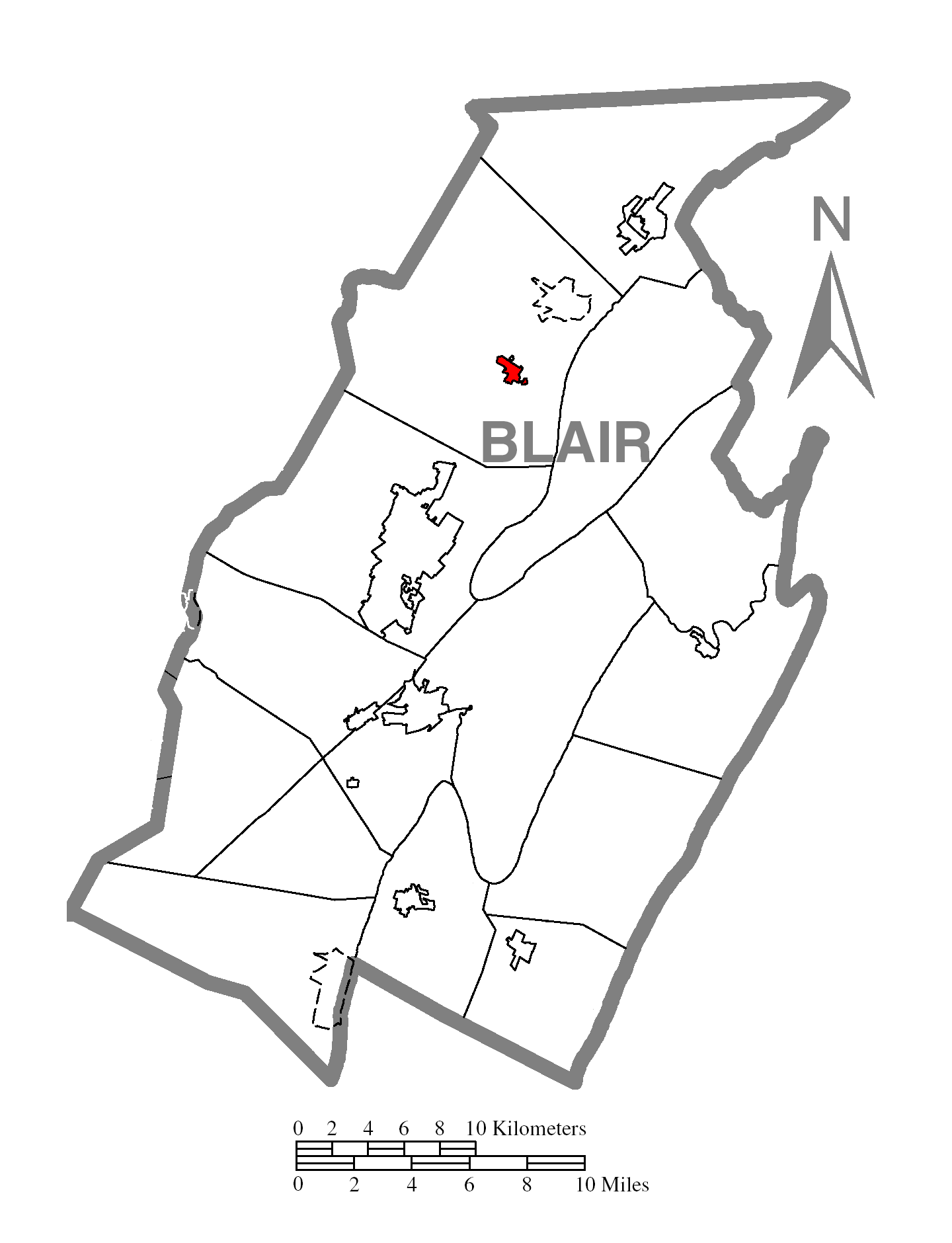
ブレア郡におけるベルウッドの位置

住民どうしの結びつきは強い。年間を通じて多くのイベントがある。自動車ショーや消防士の大会が毎年開かれる。休日にはたいていメインストリートでパレードがある。地元のフットボールチーム、ベルウッド=アンティス・ブルーデビルズが、タイロンのチームと試合するときはたいへん盛り上がる。
ボロには道路を維持管理するハイウェイ課、24時間住民をまもる警察署などがある。ボランティアによって運営される消防団はベルウッドだけでなく、まわりのコミュニティの防災にも責任をもっている。ブランド・アンド・デルグロッソ・ファミリーはベルウッドの出身である。フレッド・ブランドは1907年にデルグロッソ・アミューズメントパークを作った。1928年、ジョージ・リナードに買い取られたが、1946年、フレッド・デルグリッソが買い戻した。

## 近隣のコミュニティ
アルトゥーナ、 ベッドフォード、コールポート,  ダンカンスビル、エベンスバーグ、ホリデイズバーグ、ハンティンドン、ジョンズタウン、 ステートカレッジ、タイロン、ワーリオース・マーク・タウンシップなどが近くにある。

## 著名な出身者
- ジェニー・マーガレット・ギール（宣教師）